# Mission Øst
Mission Øst er en dansk hjælpeorganisation der har til formål at hjælpe sårbare mennesker i Østeuropa, Mellemøsten og Asien og støtte lokalsamfunds kapacitet til at organisere og hjælpe sig selv gennem aktiviteter, der spænder fra nødhjælp under katastrofer til langsigtet udviklingshjælp. Mission Øst arbejder primært inden for udvikling af landområder og inden for handicapområdet. Mission Øst gennemfører projekter såvel direkte samt med og gennem lokale og internationale partnere for at styrke programmernes relevans, effekt og bæredygtighed. Mission Øst har kontorer i Afghanistan, Tadsjikistan, Nordkorea, Nepal og Irak. I Armenien, Myanmar, Libanon og Syrien foregår arbejdet gennem lokale hjælpeorganisationer.
Mission Øst har hovedkontorer i Hellerup, Danmark og i Bruxelles, Belgien.

## Historie
Mission Øst blev grundlagt i 1991 af René Hartzner og hans søn læge Kim Hartzner. Oplevelser på rejser, hvor de smuglede bibler ind til folk i i de daværende sovjetrepublikker, førte til sidst til oprettelsen af organisationen.
Siden er organisationen vokset, og arbejdet har bredt sig langt ud over det oprindelige østeuropæiske fokus til lande i Asien og Mellemøsten. Kim Hartzner stoppede efter nogle år sit virke som læge for at blive fuldtidsansat i organisationen, fra 1999 som generalsekretær, og på flere måder har Mission Øst virket som et familieforetagende.

## Projektlande
Mission Øst arbejder i en række udvalgte lande i Østeuropa, Mellemøsten og Asien med nødhjælp, rehabilitering og udviklingsbistand.

### Afghanistan
Siden 2001 har Mission Øst hjulpet afghanerne med adgang til rent drikkevand, sundhed og hygiejne, køkkenhaver, vejbyggeri mellem isolerede landsbyer og ved at overlevere viden og færdigheder til lokalbefolkningen, så de kan forsørge sig selv i fremtiden.

### Armenien
I Armenien arbejder Mission Øst på at ændre samfundets holdning til personer med handicap og sørge for, at alle børn får den uddannelse og sundhedsmæssige behandling, de har krav på. Mission Østs arbejde har været medvirkende årsag til, at den armenske regering har vedtaget en lov, der for første gang i landets historie udtrykker, at retten til uddannelse også gælder personer med handicap.

### Irak
I Irak sikrer Mission Øst vinterhjælp, hygiejneartikler og fødevarehjælp til de mest udsatte fordrevne i det nordlige og centrale Irak. Mission Øst har også etableret flere psykosociale centre for børn og unge, samt andre faciliteter til at sikre deres beskyttelse. Mission Øst støtter også erhvervstræning og genopbygning af vandforsyningssystemer.
Mission Øst har haft kontor i området i perioden 2003-2006 og igen fra 2014. Indtil 2006 hjalp organisationen med genopbygning af huse og genetablering af infrastruktur til de hjemvendte irakiske kurdere til Dohuk efter Saddam Husseins fald.

### Myanmar
I Myanmar samarbejder MØ lokale partnere for at forbedre fødevaresikkerheden i delstaten Chin. Et samarbejde med Mara Evangelical Church giver også børn fra det fattige kristne Mara-folk mulighed for uddannelse på Mara-folkets uddannelsescenter COME-skolen. Mission Øst støtter blandt andet etableringen af tanke til rent vand og udvikling af en køkkenhave til eleverne.

### Nepal
I Nepal kæmper befolkningen ikke kun med fattigdom, men også med isolation og dårlig regeringsførelse. Mission Øst hjælper nogle af de mest udsatte mennesker i Nepal gennem partnerorganisationer i de mest afsidesliggende bjergdistrikter i den nordvestlige del af landet.

### Nordkorea
Mission Øst har støttet børnehjem med fødevarer, legetøj og uddannelse af personalet. Mission Øst har tidligere hjulpet med fødevarer og genopbygning af huse efter alvorlige oversvømmelser i 2012. I 2019 var fokus på fødevarehjælp og fødevaresikkerhed.

### Rumænien
Mission Øst støttede den rumænske organisation Solia Speranţei (Håbets budbringer), der hjælper familier, som kæmper mod fattigdom, sygdom, ensomhed og diskrimination.

### Krisen i Syrien
Mission Øst samarbejder med partnerorganisationer for at hjælpe dem, der er påvirket af krisen i Syrien, med aktiviteter både i Libanon og Syrien.

### Tadsjikistan
Mission Øst arbejder på at forøge befolkningens beredskab over for katastrofer og øger bevidsthed og viden om katastrofer hos sårbare lokalsamfund. Det skal gøre dem bedre i stand til at klare sig i tilfælde af naturkatastrofer som jordskælv og oversvømmelser og bedre i stand til at håndtere tiden efter. Misson Øst reparerer og bygger også systemer til forsyning af rent vand i landområderne. I Tadsjikistan arbejder Mission Øst også med at sikre rettigheder for både børn med handicap og kvinder og piger generelt.

## Intern strid i 2020
I juni 2020 blev generalsekretær Kim Hartzner afskediget af den siddende bestyrelse efter dybe overensstemmelser om organisationens økonomi og ledelse. Et af stridspunkterne var en regnskabspraksis, som tilbage i 2006 af det uafhængige revisionsfirma Deloitte var blevet kritiseret for at være i strid med regnskabslovgivningen, idet tilsagn fra donorer blev indregnet i regnskabet, selvom de først blev effektueret i et senere rengskabsår. Den daværende bestyrelse havde krævet, at Kim Hartzner sørgede for at ændre praksis, og da dette ikke skete, havde bestyrelsen trukket sig i 2010.
På organisationens generalforsamling 21. juni 2020 fremsatte Kim Hartzners far, René Hartzner, et mistillidsvotum til bestyrelsen. 37 af de tilstedeværende 38 medlemmer stemte bestyrelsen ud. En ny bestyrelse blev valgt uden yderligere spørgsmål fra forsamlingen, og på opfordring fra René Hartzner blev Kim Hartzner genansat af den nye bestyrelse. Udenrigsministeriet bad efterfølgende om en skriftlig redegørelse fra Mission Øst om forløbet. I begyndelsen af juli 2020 trådte Kim Hartzner efter gensidig aftale med den ny bestyrelse tilbage som generalsekretær for i stedet at varetage en rolle som fundraiser for organisationen. 1. januar 2020 blev Betina Gollander-Jensen ansat som ny generalsekretær for organisationen. 1. februar 2021 trådte Kim Hartzner ifølge en ny aftale med bestyelsen tilbage fra sin faste stilling som fundraiser for fremover at blive tilknyttet på løsere basis som konsulent i forskellige opgaver for Mission Øst.